# Electra Heart
Electra Heart es el segundo álbum de estudio de la cantante galesa Marina, lanzado el 27 de abril de 2012 por 679 Artists y Atlantic Records. Diamandis colaboró con diversos productores como Liam Howe, RedOne, Greg Kurstin, Dr. Luke, Diplo y StarGate durante su grabación; por consecuencia se alejó de los estilos musicales relacionados con el  new wave, presentes en su álbum debut, The Family Jewels (2010). Sus esfuerzos resultaron en un álbum conceptual inspirado en la música electropop, una orientación diferente de sus trabajos anteriores. Su contenido lírico está unido a temas de amor e identidad; además, Diamandis creó un personaje homónimo, Electra Heart, para representar varios arquetipos femeninos de la estereotipada cultura estadounidense.

## Antecedentes
| «Electra Heart es la antítesis de todo lo que yo represento. Y el punto de introducirla y construir un concepto totalmente alrededor de ella es que ella representa el lado corrupto de la ideología estadounidense, y básicamente esa es la corrupción de ustedes mismos. Mi peor miedo —que es el peor miedo de cualquiera— es perderme a mí misma y convertirme en una persona vacía. Y eso sucede a menudo cuando eres muy ambicioso». —Diamandis, describiendo el concepto detrás del personaje. |

Tras regresar de los Estados Unidos luego del lanzamiento de su álbum de estudio debut, The Family Jewels (2010), Diamandis consideró crear un personaje que se convirtiera en la pieza central de su siguiente proyecto. Comentó que «estaba comenzando a pensar en nuestra generación de Tumblr y en cómo aparecen las fotos en Tumblr y cómo la gente se convierte casi como en pequeñas estrellas del Internet y no sabes quién rayos son —simplemente son rostros anónimos. Por eso comencé a tomar fotos y a hacer un esfuerzo por lucir completamente diferente en cada una, en diferentes hoteles y apartamentos en todo Estados Unidos cuando estaba viajando. Y sólo comenzó a construirse desde eso». El producto final se convirtió en «un personaje frío y despiadado, quien no era vulnerable»; más tarde describió al personaje Electra Heart como un «vehículo para retratar el sueño americano con elementos de la tragedia griega» y añadió que los efectos visuales se fusionarían con los conceptos divergentes en una idea cohesiva.
En agosto de 2011, Diamandis anunció que su siguiente obra sería Electra Heart; inicialmente planeó que se tratar de una película de tres partes inspirada por la cultura estadounidense de los años 1970, aunque finalmente el proyecto se convirtió en su segundo álbum de estudio. Originalmente, la cantante planeó lanzar el disco como un «proyecto paralelo» en una entidad separa de Marina and the Diamonds pero compañía de gestión rechazó esa opción. La pista «Living Dead» fue la primera en ser grabada durante la producción del trabajo; aproximadamente, veintidós canciones fueron grabadas como material potencial para ser incluido en el álbum. Más tarde comentó que el disco se trataba de «una oda al amor disfuncional», al elaborar que «el rechazo es un tema universalmente vergonzoso y Electra Heart es mi respuesta a eso». Diamandis declaró que  Electra Heart estuvo influenciada por artistas como Madonna, el símbolo sexual Marilyn Monroe y la reina María Antonieta de Austria; describió a la primera como «valiente» y sintió que «muestra que no quiere sólo tener fama y éxito. Quiere ser una artista exitosa». También expresó sus intenciones destacar la «inocencia siendo mezclada con la oscuridad» y citó a la cantante Britney Spears como una «gran influencia» en ese aspecto. Describió el producto final como «un poco rebajado» y como un reflejo de sus experiencias personales, aunque señaló que su campaña de promoción sería «rosada y felpuda».

## Composición
Inspirado fuertemente por estilos musicales como el electropop, ha[¿quién?] descrito a Electra Heart como un álbum conceptual que detalla la «identidad femenina» y «una ruptura reciente». Representa un cambio musical con respecto al álbum debut de Diamandis, The Family Jewels (2010), el cual incorporó prominentes elementos del new wave y el rock alternativo. Más tarde comentó que el álbum estuvo diseñado específicamente como un disco pop que le permitiera establecer un mayor protagonismo en la industria de la música contemporánea. La protagonista homónima de Electra Heart representa cuatro arquetipos femeninos a lo largo de su desarrollo:  «Housewife», «Beauty Queen», «Homewrecker» y «Idle Teen». Sin embargo, sus presencias en cada pista no están definidas claramente; Diamandis reconoció que son más visibles en los aspectos visuales del proyecto.
El álbum se abre con «Bubblegum Bitch» una canción power punk con influencias pop rock de la banda estadounidense No Doubt y, más específicamente, de Gwen Stefani. La canción, escrita por Marina y Rick Nowels y producida por Nowels con ayuda de Dean Reid, contiene guitarras eléctricas, un ritmo four-on-the-floor, referencias a las canciones «Soda Pop» y «Dear Diary» de Britney Spears y una letra que habla sobre «una dulce chica chica con corazón de oro, que tiene el control completo de lo que quiere»;
 Diamandis canta «te masticaré y te escupiré porque sobre todo eso se trata el amor juvenil». La siguiente es «Primadonna» que en palabras de la intérprete es sobre «necesitar a nadie». La canción comienza con un estribillo pop operístico seguido por una producción de rock electrónico sobre un ritmo disco-house. Fue escrita por la intérprete, Julie Frost, Lukasz Gottwald, Henry Walter y producida por los dos últimos. «Lies» es una balada electro-dubstep con influencias de new age en su puente.

## Lanzamiento y promoción
El 1 de marzo, Diamandis reveló la carátula de la versión estándar de Electra Heart, la cual muestra a la cantante rubia usando varios ruleros. Becky Bain de Idolator elogió su estilo retro y opinó que «es sólo una instantánea de alguna película de explotación de 1970», mientras que Bradley Stern de MuuMuse hizo una broma relacionada con la pista «Homewrecker» cuando declaró que «[¡]luce como una adecuada Suzy Homemaker! (¿O debería decir Suzy Homewrecker?)». La carátula para la versión de lujo presenta la misma fotografía de la cantante, pero retocada con un filtro púrpura. Marina confirmó la lista de canciones de la edición estándar el mismo día y anunció la de la edición de lujo cuatro días más tarde. Los sellos discográficos también lanzaron un box set de edición limitada de Electra Heart, el cual contenía la versión deluxe del disco, cuatro fotografías plastificadas, un anillo, un plexiglás, un collar y un espejo de bolsillo.

### Vídeos musicales

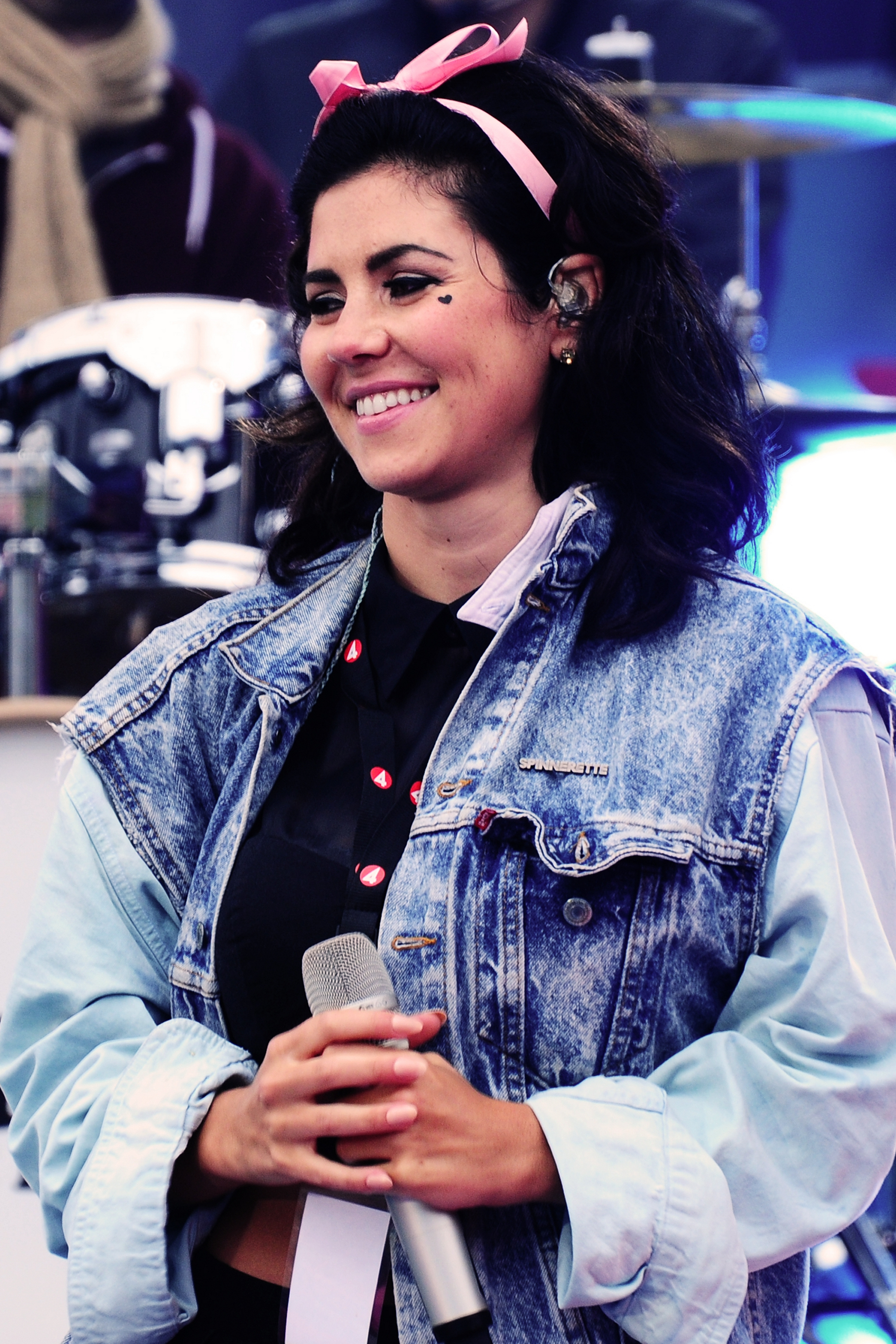
Diamandis en Sommarkrysset en Suecia, en septiembre de 2012.

Diamandis lanzó once vídeos musicales a través de YouTube durante la campaña de promoción para Electra Heart; declaró que su producción les condujo a la bancarrota a su sello discográfico, pero dijo que los publicaría de todas maneras y que iba a «terminar esta era como quiero». Lanzó el primero, titulado Part 1: Fear and Loathing, el 8 de agosto de 2011; Diamandis aparece cortándose su largo cabello castaño mientras canta la canción en un balcón durante la noche. El siguiente corto fue Part 2: Radioactive, lanzado el 22 de agosto, donde se muestra a una Diamandis con una peluca rubia que viaja por los Estados Unidos con su interés romántico. Adicionalmente, «Radioactive» fue lanzado en iTunes el 23 de septiembre como sencillo promocional y llegó hasta el vigésimo quinto puesto en el conteo UK Singles Chart el 15 de octubre. El clip en blanco y negro Part 3: The Archetypes muestra un primer plano de Diamandis, rubia, mientras suena la introducción de «The State of Dreaming»; efectivamente introdujo los arquetipos de ama de casa, reina de belleza, rompehogares y adolescente despreocupado el 15 de diciembre. El 12 de marzo de 2012 publicaron Part 4: Primadonna, que sirvió como vídeo musical para el primer sencillo del disco.
Subida el 18 de mayo, Part 5: Su-Barbie-A, en blanco y negro, se desarrolla durante la introducción de «Valley of the Dolls», contiene comentarios superpuestos que mencionan una «Quick-Curl Barbie» y un «Mod-Hair Ken» y muestra a Marina de cara a la puerta delantera de una casa mientras está parada en el pórtico. Le siguió Part 6: Power & Control, estrenado el 30 de mayo, donde aparece Diamandis participando en una serie de juegos psicológicos con su interés romántico. Diamandis alegó que Atlantic Records retrasó el estreno de Part 7: How to Be a Heartbreaker porque sintieron que se veía «fea» en el vídeo; lo publicaron el 28 de septiembre y en él se muestra a la cantante interactuando con varios hombres sin camisas en una ducha comunitaria. Marina estrenó la octava parte, correspondiente a la canción inédita «E.V.O.L.», el 14 de febrero de 2013; el vídeo en blanco y negro presenta a la cantante con su cabello oscuro mientras mira a su alrededor en una habitación con paredes de azulejos blancos. Además, «E.V.O.L.» estuvo disponible para su descarga gratuita las veinticuatro horas del Día de San Valentín de ese año.
La novena parte correspondiente a «The State of Dreaming» tuvo su estreno el 2 de marzo. Presenta a Diamandis recostada mientras alterna sus gestos entre «ojos tristes y una gran sonrisa»; comienza con un filtro blanco y negro pero cambia a uno a color luego del primer minuto. Le siguió Part 10: Lies, publicada el 17 de julio, la cual utiliza una técnica de blanco y negro similar. Aparece la artista mirando a la cámara y usando poco maquillaje; más tarde se muestra en la cima de una torre antes de caminar en la lluvia con un vestido El último vídeo fue Part 11: Electra Heart, el cual estrenó la canción homónima del disco e incluyó escenas de las partes anteriores. Terminó simbólicamente la era promocional de Electra Heart, luego de que Diamandis tuiteara el 8 de agosto: «¡Adiós, Electra Heart!».

### Sencillos
Tras inspirarse en la campaña de promoción de seis sencillos para  Teenage Dream (2010) de Katy Perry, Diamandis planeó lanzar seis cortes de Electra Heart; sin embargo, solo lanzó tres canciones como tales para cuando la etapa de promoción había concluido. El 13 de marzo de 2012 se anunció que «Primadonna» sería el primer sencillo del disco y fue lanzada como tal en los Estados Unidos una semana después a través de la iTunes Store. Robert Copsey de Digital Spy habló favorablemente de la canción al elogiar su producción en general y la representación de Diamandis del arquetipo femenino. Alcanzó el decimoprimer puesto en la lista de popularidad UK Singles Chart; de esta manera se convirtió en la quinta canción de Marina en llegar a los primeros cuarenta puestos en el Reino Unido. «Power & Control» sirvió como el segundo sencillo de Electra Heart; 679 y Atlantic Records la lanzaron mediante la iTunes Store en el Reino Unido el 20 de julio de 2012. Llegó hasta el puesto número 193 en el UK Singles Chart y contó con un desempeño inferior con respecto al sencillo anterior. Ese mes se anunció que «How to Be a Heartbreaker» sería lanzada como el segundo sencillo estadounidense y el tercero en Gran Bretaña. Diamandis comentó que había escrito la canción mientras imprimían los folletos para la edición británica de Electra Heart y por consecuencia no pudo incluirla en el material original del disco; por otro lado, la canción fue incluida en la lista de canción para la edición norteamericana. Las discográficas de la artista lanzaron la canción como a los sencillos anteriores el 7 de diciembre de 2012 y alcanzó el puesto número ochenta y ocho en el conteo británico.

### Gira
En febrero de 2012, Diamandis anunció que se embarcaría en una gira promocional, The Lonely Hearts Club Tour; se realizó paralelamente al Mylo Xyloto Tour encabezado por Coldplay, para el cual la cantante sirvió como telonera. Inicialmente, el Lonely Hearts Club Tour estuvo programado para comenzar el 4 de mayo en la Catedral de Mánchester en Mánchester; sin embargo, se retrasó luego de que Diamandis sufriera una lesión en sus cuerdas vocales, por lo que comenzó el 18 de junio en The Waterfront en Norwich. La etapa estadounidense comenzó el 10 de julio en el teatro Fonda en Los Ángeles, mientras que la gira en sí terminó el 29 de mayo de 2013 tras la presentación en el Rumsey Playfield en Nueva York.

## Recepción

### Recibimiento comercial
Electra Heart debutó en el primer puesto de la lista de popularidad UK Albums Chart tras vender 21 358 copias en su semana de lanzamiento. Se convirtió en el primer álbum de Diamandis en encabezar el conteo británico, aunque adicionalmente lo distinguieron como el disco del siglo XXI con ventas más bajas en alcanzar el número uno en esa lista. Más tarde, Write It on Your Skin (2012) de Newton Faulkner lo superó tras debutar en el mismo puesto bajo las mismas condiciones con 16 647 copias. Finalmente, la British Phonographic Industry certificó a Electra Heart con un disco de plata por exceder las 60 000 unidades vendidas en el país.

## Lista de canciones
- Edición estándar

| Electra Heart |                         |                                                        |                           |          |  |
| N.º           | Título                  | Escritor(es)                                           | Productor(es)             | Duración |  |
| 1.            | «Bubblegum Bitch»       | Marina Diamandis y Rick Nowels                         | Nowels y Dean Reid*       | 2:34     |  |
| 2.            | «Primadonna»            | Diamandis, Julie Frost, Łukasz Gottwald y Henry Walter | Gottwald y Walter         | 3:41     |  |
| 3.            | «Lies»                  | Diamandis, Gottwald, Thomas Pentz y Walter             | Gottwald, Walter y Pentz* | 3:46     |  |
| 4.            | «Homewrecker»           | Diamandis y Nowels                                     | Nowels                    | 3:22     |  |
| 5.            | «Starring Role»         | Diamandis y Greg Kurstin                               | Kurstin                   | 3:27     |  |
| 6.            | «The State of Dreaming» | Diamandis, Devrim Karaoğlu y Nowels                    | Nowels y Karaoğlu         | 3:36     |  |
| 7.            | «Power & Control»       | Diamandis ySteve Angello                               | Kurstin                   | 3:46     |  |
| 8.            | «Living Dead»           | Diamandis y Kurstin                                    | Kurstin                   | 4:04     |  |
| 9.            | «Teen Idle»             | Diamandis                                              | Liam Howe                 | 4:14     |  |
| 10.           | «Valley of the Dolls»   | Diamandis, Karaoğlu y Nowels                           | Nowels y Karaoğlu         | 4:13     |  |
| 11.           | «Hypocrates»            | Diamandis y Nowels                                     | Nowels y Karaoğlu         | 4:01     |  |
| 12.           | «Fear and Loathing»     | Diamandis                                              | Howe                      | 6:07     |  |
| 46:51         |                         |                                                        |                           |          |  |

- Edición de lujo

| Electra Heart |                            |                                                                                                  |                                                 |          |  |
| N.º           | Título                     | Escritor(es)                                                                                     | Productor(es)                                   | Duración |  |
| 13.           | «Radioactive»              | Diamandis, Nadir Al-Khayat, Mikkel S. Eriksen, Tor Erik Hermansen, Fabian Lenssen y Clyde Narain | Al-Khayat, Eriksen, Hermansen, Narain y Lenssen | 3:47     |  |
| 14.           | «Sex Yeah»                 | Diamandis y Kurstin                                                                              | Kurstin                                         | 3:46     |  |
| 15.           | «Lonely Hearts Club»       | Diamandis, Ryan Rabin y Ryan McMahon                                                             | McMahon y Rabin                                 | 3:01     |  |
| 16.           | «Buy the Stars»            | Diamandis                                                                                        | Howe                                            | 4:47     |  |
| 17.           | «How To Be A Heartbreaker» | Diamandis, Lukasz Gottwald, Henry Walter, Benjamin Levin, Ammar Malik, Daniel Omelio             | Dr. Luke, Cirkut, Benny Blanco                  | 3:41     |  |
| 62:12         |                            |                                                                                                  |                                                 |          |  |